# 小見誠広
小見 誠広（おみ なりひろ、1964年4月27日 - ）は、NHKの元チーフアナウンサー。

## 人物
埼玉県川口市生まれの東京都育ち。埼玉県立浦和高等学校を経て、明治大学政治経済学部を卒業後、1988年に入局。
主に報道、緊急時・災害報道を担当している。
座右の銘は『不動心　当たって砕けろ』。
2023年6月30日で定年退職し、同年7月より関連団体にてNHKと視聴者とをつなぐ仕事をしている。

## 過去の担当番組
甲府放送局時代
- FMリクエストアワー（1988 - 1990年度）

松山放送局時代（1度目）
- 愛媛県・四国地方のニュース・中継・リポート
- 高校野球中継（実況・リポート）

長崎放送局時代
- イブニングネットワークながさき（1996年度）

名古屋放送局時代
- ナビゲーション（1999年8月 - 2001年3月、東海北陸ローカル）
- ほっとイブニング（2001年4月 - 2003年3月、東海3県ローカル）

東京アナウンス室時代（1度目）
- NHK週刊ニュース（2003年6月 - 2004年3月）そのほか、2008年9月27日（畠山智之の夏休み休暇に伴うキャスター代行）も担当。
- 国会中継（2003年度、第156通常国会・第157臨時国会・第158特別国会・第159通常国会）
- 特報首都圏（キャスター）（2004年4月 - 2006年3月、関東甲信越ローカル）
- 首都圏ネットワーク（2005年8月8日 - 12日、真下貴の代理）

新潟放送局時代
- 金よう夜きらっと新潟（市長インタビューなど）
- 新潟県のニュース
- 新潟ニュースファイル（編集責任者、キャスター代行など）
- 新潟ニュース610（編集責任者）
- 新潟ニュース845（不定期）
- 放送部副部長（アナウンス統括）
- 新潟放送局制作番組の編集責任者

広島放送局時代
- 広島県・中国地方のニュース
- ひろしまニュース845（不定期）
- ひろしまニュース645（不定期）
- アナウンス専任部長
- アナウンス統括
- 広島放送局制作番組の編集責任者

東京アナウンス室時代（2度目）
- 首都圏ネットワーク（2012年6月25日 - 7月27日、村竹勝司の代理）
- 年越しラジオ ゆく年くる年（2013年12月31日 - 2014年1月1日）
- 首都圏ネットワーク リポーター（2014年4月 - 2015年3月）
- ニュース・気象情報（不定期：全国・関東甲信越ローカル）
- 消費増税に伴う受信料変更のお知らせ（ご案内）（2014年4月 - 2015年3月）
- NEWS WEB（ニュースリーダー：2015年3月30日 - 2016年4月1日）
- ニュースウオッチ9
  - ニュースリーダー（2015年3月30日 - 2016年3月25日）
  - ナレーション（2016年3月28日 - 2017年3月31日）
- NHKニュース（午後11時50分：祝日）（2016年度）

ラジオセンター時代　
- NHKけさのニュース（ラジオ第1）（祝日を除く月曜 - 金曜）（メインキャスター）（2017年4月3日 - 2019年3月29日）
- NHK正午のニュース（2018年1月15日 - 18日・2019年5月1日・平日担当の野村正育の代理[4]）
- NHKきょうのニュース（2018年1月16日 - 18日・平日担当の野村正育の代理）
- マイあさ!（ラジオ第1）（祝日を除く月曜 - 金曜）（ニュースリーダー）（2019年4月1日 - 2020年3月27日）
- NHKニュース - ラジオニュース（月曜 - 金曜の午前10時・11時台担当）

松山放送局時代（2度目）
- おはようえひめ（キャスター、2020年4月 - 2020年9月）
- おはよう四国（キャスター、2020年9月 - 2023年6月）
- ひめポン!845（不定期）
- ひめポン!645（不定期）
- 愛媛県・四国地方のニュース
- ひめポン! （松田利仁亜のキャスター代行など）